# Ренгет (Хунедоара)
Ренгет (рум. Renghet) насеље је у Румунији у округу Хунедоара у општини Ђеоађу. Oпштина се налази на надморској висини од 421 m.

## Становништво
Према подацима из 2002. године у насељу је живело 272 становника, од којих су сви румунске националности.